# Hoya Corporation
Hoya K.K. (Japans: HOYA 株式会社, Hoya kabushiki-gaisha, Engels: Hoya Corporation) is een Japanse fabrikant van optische apparatuur. Het bedrijf werd opgericht op 1 november 1941 en is genoteerd aan de Japanse effectenbeurs.

## Producten
Hoya werd vooral bekend door de productie van lenzen en filters voor fototoestellen. Daarnaast maakt Hoya ook glazen platen voor harde schijven van computers en lenzen voor onder meer laserapparatuur.

## Overname Pentax
In 2007 vonden fusie (economie)gesprekken plaats met Pentax, totdat de directie van Pentax aangaf meer te voelen voor een andere vorm van samenwerking. Dat resulteerde in de overname van Pentax door Hoya op 6 augustus 2007. Sindsdien bestaat Pentax niet meer als zelfstandige onderneming en is Hoya de eigenaar van de Pentax merknaam.